# Heribert Rahdjian

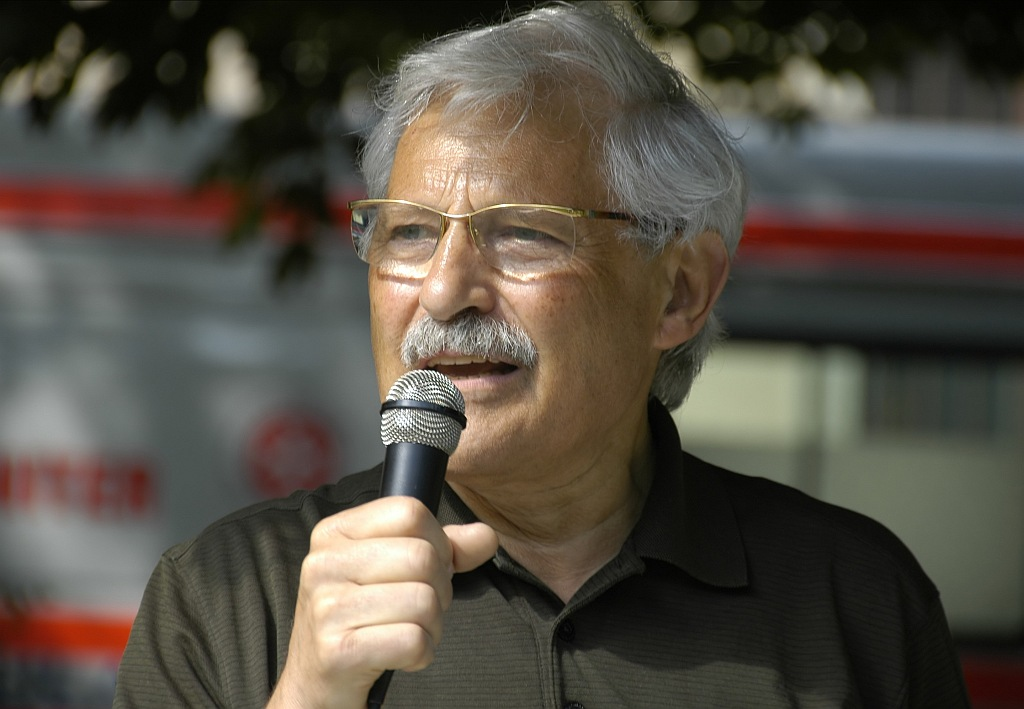
Heribert Rahdjian, 2009

Heribert Rahdjian (* 1. Jänner 1936 in Wien) ist ein österreichischer Hotelier und Politiker.
Er wurde als Sohn eines Armeniers und einer Wienerin geboren, absolvierte das Gymnasium am Jesuitenkolleg Kalksburg und studierte dann einige Semester Rechtswissenschaften. Nach anschließender Ausbildung in der Tourismusbranche folgten 43 Jahre berufliche Tätigkeit in der Hotellerie. Nach dem Wahlerfolg der Wiener Grünen bei der Gemeinderatswahl 2005 wurde er zum Bezirksvorsteher des 8. Wiener Gemeindebezirks gewählt. Rahdjian war nach Thomas Blimlinger der zweite grüne Bezirksvorsteher in Wien. Rahdjian wurde bei der Listenerstellung zur Bezirksvertretungswahl 2010 von den Grünen Josefstadt nicht zum Spitzenkandidaten gewählt. In der Folge trat Rahdjian, der nie Parteimitglied der Grünen war, mit einer eigenen Liste ECHT Josefstadt - Liste Heribert Rahdjian bei der Bezirksvertretungswahl im Oktober 2010 an. Er erreichte auf Anhieb rund 12 % der Stimmen und damit fünf Mandate, was das beste Ergebnis einer reinen Bezirkspartei in der Geschichte Wiens war. 2015 wurde Rahdjian erneut in die Bezirksvertretung gewählt, 2020 kandidierte er nicht mehr. 
Heribert Rahdjian ist der Vater von Arpiné Rahdjian.